# Египатски музеј у Каиру
Египатски музеј у Каиру (арап. ‏المتحف المصري‎) је највећи музеј староегипатске историје и уметности. Музеј приказује експонате од праисторије до грчко-римске епохе. Музеј поседује више од 160.000 предмета. Налази се на тргу Тахрир у центру Каира.
Музеј је основан 1835, али се више пута селио због периодичних поплава Нила. Садашња зграда изграђена је 1900. по плановима француског архитекте Марсела Дурњона у неокласичном стилу. Ова зграда са збирком уметнина је отворена за јавност 1902. Данашња институција одговорна за Египатски музеј је Врховно египатско веће за старине.
Највећу атракцију музеја представља благо из Тутанкамонове гробнице. Ту су и 27 краљевских мумија, соба посвећена Акхенатону, збирка папируса итд.
Годишње га посети око два и по милиона туриста.

## Галерија најпознатијих експоната
- Нармерова палета
- Статуа фараона Кефрена
- Тријада, представа фараона Микерина и две богиње
- Нофрет, супруга фараоновог рођака
- Гуске - староегипатска фреска
- Акхенатонова биста
- Тутанкамонова посмртна маска
- Тутанкамонове канопске вазе